# Alagoinha do Piauí
Alagoinha do Piauí är en kommun i Brasilien.   Den ligger i delstaten Piauí, i den östra delen av landet, 1 200 km nordost om huvudstaden Brasília. Antalet invånare är 7 349.
Omgivningarna runt Alagoinha do Piauí är huvudsakligen savann. Runt Alagoinha do Piauí är det glesbefolkat, med 19 invånare per kvadratkilometer.